# Nicole Gutiérrez
Nicole Gutiérrez (3 de abril de 1993) es una futbolista chilena que se desempeña como defensa en Colo-Colo de la Primera División de fútbol femenino de Chile. Es internacional con la selección femenina de fútbol de Chile desde el año 2020.

## Clubes
| Club                 | País  | Año       |
| -------------------- | ----- | --------- |
| Universidad de Chile | Chile | 2010      |
| Palestino            | Chile | 2010-2020 |
| Colo-Colo            | Chile | 2021-2022 |
| Palestino            | Chile | 2023      |
| Colo-Colo            | Chile | 2024-     |